# Homeland (Fernsehserie)/Staffel 4
Die vierte Staffel der US-amerikanischen Fernsehserie Homeland wurde 2014 erstmals im US-Fernsehen ausgestrahlt, beim US-Sender Showtime. Der deutsche Sender Kabel eins strahlte sie im Juli 2015 erstmals deutschsprachig aus.

## Figuren
Hauptfiguren:
- Carrie Mathison: Station Chief der CIA, anfangs in Kabul, danach in Islamabad
- Peter Quinn: CIA-Mitarbeiter für verdeckte Spezialeinsätze
- Fara Sherazi: CIA-Mitarbeiterin
- Martha Boyd: US-Botschafterin in Pakistan
- Andrew Lockhart: CIA-Direktor
- Saul Berenson: Früherer CIA-Direktor

Wiederkehrende Nebenfiguren:
- Aayan Ibrahim: Pakistanischer Medizinstudent, Neffe von Haissam Haqqani
- Haissam Haqqani: Taliban-Führer, Onkel von Aayan Ibrahim
- Dennis Boyd: Professor, Ehemann von Martha Boyd
- Aasar Khan: Leiter der Antiterror-Einheit des ISI
- Tasneem Qureshi: Leitende ISI-Mitarbeiterin
- John Redmond: Stellvertretender Station Chief der CIA in Islamabad
- Dar Adal: CIA-Leiter für verdeckte Operationen

## Handlung
| Nr. (ges.) | Nr. (St.) | Deutscher Titel              | Originaltitel                   | Erstausstrahlung USA | Deutschsprachige Erstausstrahlung (D) | Regie               | Drehbuch                            |
| --- | --------- | ---------------------------- | ------------------------------- | -------------------- | ------------------------------------- | ------------------- | ----------------------------------- |
| 37 | 1         | Bluthochzeit                 | The Drone Queen                 | 5. Okt. 2014         | 10. Juli 2015                         | Lesli Linka Glatter | Alex Gansa                          |
| Im CIA-Antiterrorzentrum in Kabul verantwortet Mathison einen Luftangriff, bei dem in Pakistan nahe der Grenze zu Afghanistan der Terroristenchef Haissam Haqqani das Ziel ist. Zu den Kollateralschäden des Bombeneinschlags zählen etliche Teilnehmer einer Hochzeitsfeier. Haqqanis Neffe, der Medizinstudent Aayan Ibrahim, überlebt den Angriff und wird durch Mathison und ihr Team per Satellit beobachtet. Nachdem er auf seinen Campus in Islamabad zurückgekehrt ist, verbreitet ohne seine Erlaubnis ein Bekannter das von Aayan gedrehte Handy-Video, das den Bombeneinschlag enthält, im Internet. Zwischen den Regierungen Pakistans und den USA kommt es zu diplomatischen Verstimmungen. Sandy Bachman, der der Station Chief der CIA in Islamabad ist und aus geheimer Quelle die maßgeblichen Informationen zum Auffinden des getöteten Terroristen geliefert hatte, wird enttarnt und im Fernsehen gezeigt. Mathison, durch Lockhart indes nach Islamabad beordert, und Quinn versuchen, Bachman schnell in Sicherheit vor den wütenden Bürgern zu bringen. Die beiden können jedoch nicht verhindern, dass Bachman von einem wütenden Mob aus Pakistanis auf offener Straße zu Tode gelyncht wird, und entkommen selbst nur knapp. Unterdessen kritisiert Berenson im Pentagon die Strategie der USA in Afghanistan als zu kurzfristig und kleinteilig. |           |                              |                                 |                      |                                       |                     |                                     |
| 38 | 2         | Islamabad                    | Trylon and Perisphere           | 5. Okt. 2014         | 10. Juli 2015                         | Keith Gordon        | Chip Johannessen                    |
| Quinn und Mathison sind in die USA zurückbeordert worden. Während Lockhart, wegen der Kollateralschäden durch das State Department unter Druck stehend, Mathison fortan dauerhaft im eigenen Land einsetzen will, möchte Mathison zurück nach Islamabad, um die Hintergründe des Mordes an Bachman aufzuklären. Sie ermittelt, dass Bachman Geheiminformationen von einem Informanten erhielt und dieser sich dann gegen ihn wandte. Mathison ermittelt, dass es bei der CIA in Islamabad ein Sicherheitsleck gibt, das Lockhart verschleiern wollte. Mit dieser Information erpresst sie erfolgreich von ihm, nach Islamabad zurückzukehren. Sehr zum Unmut ihrer Schwester, der sie den wahren Grund für ihre neue Reise verheimlicht, lässt sie ihre Tochter bei ihr zurück. Quinn wirkt wegen der jüngsten Ereignisse traumatisiert, wird gewalttätig und vorübergehend inhaftiert. Unterdessen wird Aayan durch die Presse aufgespürt, er flieht zu Verwandten und wird dort unter Gewaltandrohung dazu gezwungen, keine Videos mehr zu drehen und keine Fernsehinterviews mehr zu geben. |           |                              |                                 |                      |                                       |                     |                                     |
| 39 | 3         | Die Tyrannei der Geheimnisse | Shalwar Kameez                  | 12. Okt. 2014        | 10. Juli 2015                         | Lesli Linka Glatter | Alexander Cary                      |
| Mathison ist zurück in Islamabad und übernimmt dort die Leitung des CIA-Büros, das nahe der US-Botschaft liegt. Sie erwirkt von Botschafterin Boyd, dass die Ausgangssperre der örtlichen CIA-Mitarbeiter aufgehoben wird. Mathison lässt das CIA-Büro Ermittlungen bezüglich der Gründe aufnehmen, die zu Bachmans Tod führten. Da sie sich nicht sicher sein kann, wem vom örtlichen CIA-Büro sie trauen kann, baut sie auf Berensons Anraten ein zweites, geheimes Ermittlungsteam auf, zu dem auch Sherazi gehört. Das Team versucht, getarnt als Journalisten, Aayan zur Preisgabe von Informationen darüber zu bewegen, von wem er überwacht wird. Mathison ködert ihn mit dem Versprechen, in London studieren zu dürfen. Unterdessen wird Quinn vom CIA in Langley einer Mitschuld am Tode Bachmans verdächtigt. Man geht davon aus, er leide an einer posttraumatischen Belastungsstörung. Schließlich erkennt Quinn in Videoaufnahmen, die den Mord an Bachman zeigen, am Rand der Menschenmenge einen verdächtigen Mann und folgert daraus, dass der Mord geplant war. |           |                              |                                 |                      |                                       |                     |                                     |
| 40 | 4         | Das Eisen im Feuer           | Iron in the Fire                | 19. Okt. 2014        | 17. Juli 2015                         | Michael Offer       | Patrick Harbinson                   |
| Mathison ermittelt, dass der verdächtige Mann auf dem Video Farhad Ghazi ist, der für den pakistanischen Geheimdienst ISI arbeitet. Von Aayan erfährt sie, dass es Ghazi ist, von dem er überwacht wird. Daraufhin überwachen Mathison und Quinn Ghazi, um herauszufinden, warum der ISI an der Ermordung Bachmans beteiligt war. Fara observiert Aayan, der Arzneimittel organisiert und sie bei einem Treffen mit Haqqani weitergibt. Mathison und ihr Team erfahren so zu ihrer Überraschung, dass Haqqani nicht bei dem US-Bombenangriff gestorben ist. Mathison folgert daraus, dass die Taliban den Tod Haqqanis inszeniert haben, um sich so der Überwachung durch die Amerikaner zu entziehen. Unterdessen erpresst die ISI-Mitarbeiterin Tasneem den in Islamabad arbeitenden Professor Dennis Boyd, Ehemann der US-Botschafterin, mit der Drohung, seinen Verrat publik zu machen, und versucht ihn so zur Kooperation mit dem ISI zu zwingen. Der Verrat von Dennis besteht darin, dass er US-Geheiminformationen vom Computer seiner Ehefrau gestohlen und weitergegeben hat. Berenson trifft sich mit einem führenden ISI-Vertreter, um zu erfahren, warum der ISI an der Ermordung Bachmans beteiligt war. Um zu Haqqani zu gelangen, wirbt Mathison um Aayans Vertrauen. Sie quartiert ihn bei sich ein und verführt ihn bis zum gemeinsamen Sex. |           |                              |                                 |                      |                                       |                     |                                     |
| 41 | 5         | Dunkle Wolken                | About a Boy                     | 26. Okt. 2014        | 17. Juli 2015                         | Charlotte Sieling   | Meredith Stiehm                     |
| Dennis Boyd, der von seiner Frau nicht mehr gemocht wird, spioniert im erpresserischen Auftrag von Tasneem in Mathisons Wohnung und fotografiert dabei ihre Medikamente. Mathison wirbt derweil weiter um Aayans Vertrauen, bis er ihr preisgibt, dass sein Onkel tatsächlich noch lebt und sich versteckt. Mathison vernachlässigt darüber ihre Zusammenarbeit mit Quinn und Sherazi. Auf Tasneems Wunsch hin stellt Ghazi Berenson eine Falle, als dieser am Flughafen Islamabad für seinen Abflug eincheckt. Berenson wird von Ghazi und ISI-Agenten überwältigt, aus dem Flughafen gebracht und im Kofferraum eines Autos entführt. Als das Auto die Grenze zum Taliban-Gebiet passiert, müssen Quinn und Sherazi die Verfolgung abbrechen. |           |                              |                                 |                      |                                       |                     |                                     |
| 42 | 6         | Der Junge                    | From A to B and Back Again      | 2. Nov. 2014         | 17. Juli 2015                         | Lesli Linka Glatter | Chip Johannessen                    |
| Mathison lässt ihre CIA-Agenten zu Aayans Schein einen Überfall auf ihr Haus inszenieren, in dem sie Aayan versteckt hält. Damit erreicht sie zielgemäß, dass Aayan, durch Mathison insgeheim mit einem Peilsender verwanzt, zu seinem Onkel flieht und die CIA somit zu Haqqani führt. Mathisons zweites Ermittlungsteam kooperiert nun auch mit Redmonds Mitarbeitern. Nachdem sich Aayan per Überlandbus zu dem Treffen mit Haqqani in einer Gebirgsregion begeben hat, wird deutlich, dass Haqqani ahnt, dass Aayan per US-Drohne überwacht wird. Damit Haqqani nicht bombardiert und getötet wird, hat er zu seinem Schutz den entführten Berenson dabei, den Mathison und die anderen Agenten in der CIA-Überwachungszentrale in Islamabad deutlich erkennen. Nachdem Haqqani seinen Neffen per Kopfschuss exekutiert hat, flieht er in einem von drei, in verschiedene Richtungen fahrenden Autos, ohne dass die CIA sich sicher ist, in welchem Auto. Quinn widerruft Mathisons Befehl, Haqqani und somit auch Berenson zu bombardieren. Unterdessen spioniert Dennis Boyd weiterhin bei der CIA und liefert Geheim- und Privatinformationen an Tasneem. |           |                              |                                 |                      |                                       |                     |                                     |
| 43 | 7         | Der Schutzschild             | Redux                           | 9. Nov. 2014         | 24. Juli 2015                         | Carl Franklin       | Alexander Cary                      |
| Haqqani benutzt Berenson als seinen menschlichen Schutzschild, wohlwissend, dass er deshalb nicht von den Amerikanern bombardiert wird, und kann sich deshalb erstmals seit langer Zeit wieder bei Tageslicht frei bewegen. Er hält ihn gefangen, weil er mit ihm mehrere Taliban von den USA freizupressen hofft. Lockhart ist unterdessen in Islamabad eingetroffen und nimmt an einem Treffen von Botschafterin Boyd mit dem pakistanischen Außenminister teil. Dieser streitet offiziell jede Beteiligung des ISI an der Entführung Berensons ab. Um Berenson frei zu bekommen, droht Lockhart Pakistan mit dem Entzug von Hilfsgeldern, die die USA zugesagt hatten. Daraufhin verlässt die pakistanische Delegation empört das Treffen. Währenddessen hat Dennis Boyd die Arzneimittel, die die Symptome von Mathisons bipolarer Störung unterdrücken, heimlich gegen andere Pillen ausgetauscht. Dadurch wird Mathison bei ihren Ermittlungen zum Auffinden von Berenson behindert, sie wird nervös und hypersensibel, wodurch sie in pakistanische Haft kommt. Dabei hat sie Wahnvorstellungen, unter anderem von Brody. |           |                              |                                 |                      |                                       |                     |                                     |
| 44 | 8         | Flucht oder Tod              | Halfway to a Donut              | 16. Nov. 2014        | 24. Juli 2015                         | Alex Graves         | Chip Johannessen, Patrick Harbinson |
| Berenson gelingt die Flucht aus seiner Haftzelle und schlägt sich, fernmündlich unterstützt durch Quinn und Mathison, zu Fuß bis in ein Dorf durch, wo er vereinbarungsgemäß von US-Agenten aufgenommen zu werden hofft. Mathison willigt auf seinen unbedingten Wunsch hin ein, dass sie ihn lieber Suizid begehen lassen soll, wenn die Gefahr groß ist, dass er erneut in Taliban-Haft gerät. Als eben jene Gefahr droht, bricht Mathison ihr Versprechen und dirigiert ihn zielgerichtet in die Arme der Taliban, weil sie es nicht übers Herz bringt, seinen Selbstmord zuzulassen. Nachdem Berenson wieder in die Gewalt der Taliban gekommen ist, willigt Lockhart, um Berenson freizubekommen, widerwillig in die Forderung Haqqanis nach Freilassung von dessen inhaftierten Komplizen ein. Indes erkennt Mathison, dass es im CIA einen Gegenspieler gibt, der ihre Medikamente ersetzt hat. Über Martha erfährt das auch Dennis. Als der es Tasneem mitteilt, wird er von Khan beobachtet, der daraufhin Mathison über das doppelte Spiel von Dennis informiert. |           |                              |                                 |                      |                                       |                     |                                     |
| 45 | 9         | Der Tunnel                   | There’s Something Else Going On | 23. Nov. 2014        | 24. Juli 2015                         | Seith Mann          | Patrick Harbinson                   |
| Dennis leugnet zunächst, ein Verräter zu sein, wird aber dennoch auf Weisung seiner Frau hin inhaftiert. Auf einem verlassenen Flughafenrollfeld wird der Gefangenenaustausch zwischen der CIA, vertreten durch Mathison, und den Taliban, geschützt durch den ISI und den pakistanischen Außenminister, durchgeführt. Dabei werden fünf Taliban, die zur Kommandostruktur Haqqanis gehören, gegen Berenson getauscht, der sich dem zunächst widersetzt und verbittert über Mathisons Entscheidung ist. Als Mathison mit Berenson in einem Wagenkonvoi auf der Fahrt zum Botschafts- und CIA-Gelände ist, wird der Konvoi in der Innenstadt von Islamabad mittels Raketenwerfern angegriffen. Der Angriff ist ein Ablenkungsmanöver von Komplizen von Haqqani, der gleichzeitig mit einem Stoßtrupp Taliban-Kämpfern durch einen geheimen Versorgungstunnel in das Botschaftsgebäude eindringt. Dabei hat der Trupp wenig Widerstand, da Lockhart als Reaktion auf den Angriff auf den Konvoi fast alle Marines ausgeschickt hat. Erst mit dem Wissen über die drohende Invasion gibt Dennis seinen Verrat gegenüber seiner Frau zu. |           |                              |                                 |                      |                                       |                     |                                     |
| 46 | 10        | Dies ist keine Übung         | 13 Hours in Islamabad           | 7. Dez. 2014         | 31. Juli 2015                         | Daniel Attias       | Alex Gansa, Howard Gordon           |
| Tasneem, die ebenso wie Haqqani, aber im Gegensatz zu Khan, die Amerikaner für Feinde hält, sorgt dafür, dass die unter schwerem Beschuss stehenden Mitglieder des US-Wagenkonvois erst verspätet Hilfe erhalten. Indes ist Haqqani mit seinen Kämpfern im Botschaftsgebäude auf der Suche nach einem Aktenkoffer, der die Namen von Personen enthält, die unter den Taliban und ihren Verbündeten für die USA spionieren. Lockhart verschanzt sich mit dem Koffer, der Botschafterin und anderen Angestellten in einem Schutzraum. Indem Haqqani nacheinander US-Geiseln exekutiert, erpresst er von Lockhart, ihm den Koffer zu übergeben. In dem Moment greift Quinn mit der Hilfe eines Marines ein, tötet etliche von Haqqanis Helfern und verwundet Haqqani, dem mit dem Koffer die Flucht gelingt. Bei den Angriffen auf den Wagenkonvoi und die Botschaft starben in Summe 36 Personen auf US-Seite – darunter auch Sherazi und Redmond – sowie einige Taliban. Für Mathison steht nun fest, dass die Invasion das Ziel eines groß angelegten Plans von Haqqani war und dass zu dem Plan auch die Ermordung Bachmans gehörte. Auf den Angriff reagierend, beendet der US-Präsident die diplomatischen Beziehungen zu Pakistan und lässt die Botschaftsmitglieder aus dem Land abziehen. Quinn widersetzt sich diesem Befehl und begibt sich auf eigene Faust auf die Suche nach Haqqani und dem Koffer. Die Botschafterin billigt die Suizidabsicht ihres Mannes, der sich jedoch nicht das Leben nimmt. |           |                              |                                 |                      |                                       |                     |                                     |
| 47 | 11        | Astrid                       | Krieg Nicht Lieb                | 14. Dez. 2014        | 31. Juli 2015                         | Clark Johnson       | Alexander Cary, Chip Johannessen    |
| Mathison verbleibt in Islamabad und sucht mit einem Restteam aus CIA-Mitarbeitern nach Quinn, dessen Plan sie für aussichtslos hält. Dabei erhält sie zu ihrer Erschütterung die Nachricht über den plötzlichen Tod ihres Vaters. Quinn lässt sich unterdessen durch seine Liebhaberin, die in der deutschen Botschaft arbeitet, und durch Aayans Liebhaberin bei der Suche nach Haqqani und den Vorbereitungen für den Bau einer mit Plastiksprengstoff gefüllten Rohrbombe helfen. Indem Quinn dafür sorgt, dass das Video von der Exekution Aayans im Internet veröffentlicht wird, erreicht er, dass aufgebrachte Menschen vor dem Gebäude demonstrieren. Dadurch kann Quinn unerkannt die Bombe an der Bordsteinkante vor dem Gebäude platzieren, in dem sich Haqqani aufhält. Als Haqqani aus dem Gebäude kommend die Bombe überfährt, vereitelt Mathison zu Quinns Verbitterung, dass Quinn die Bombe fernzündet. Anschließend kann Mathison nur durch Khan davon abgehalten werden, Haqqani aus Rache für dessen Mord an Aayan zu erschießen. Dabei erfährt Mathison, dass in dem Auto, das Haqqani transportiert, auch Dar Adal sitzt. |           |                              |                                 |                      |                                       |                     |                                     |
| 48 | 12        | Niemandsland                 | Long Time Coming                | 21. Dez. 2014        | 31. Juli 2015                         | Lesli Linka Glatter | Meredith Stiehm                     |
| Mathison ist zurück in den USA und begegnet bei der Trauerzeremonie für ihren Vater auch Quinn und Berenson. Quinn ist verliebt in sie und versucht sie davon zu überzeugen, die ernüchternde Arbeit beim CIA aufzugeben. Berenson und Mathison halten vor Quinn geheim, dass Dar Adal im Auto von Haqqani saß, weil sie befürchten, dies würde seine gegenwärtig negative Einstellung zu seiner Arbeit verschlimmern. Lockhart wird in Kürze sein Amt verlieren. Dar Adal informiert Berenson über den von ihm mit Haqqani geschlossenen Deal, demzufolge Haqqani zusagt, keine Terroristen mehr in Afghanistan zu beherbergen, wenn die USA ihn von ihrer Tötungsliste entfernen. Mit der von Haqqani erhaltenen, angeblich einzigen Kopie des bislang noch nicht veröffentlichten Videos, das Berenson in Haqqanis Gefangenschaft zeigt, versucht Adal Berenson davon zu überzeugen, wieder in die CIA zurückzukehren. Mathison sucht in Missouri ihre Mutter auf, die ihre Kinder vor vielen Jahren plötzlich und unerklärt verließ, und erfährt in diesem Zusammenhang erstmals, dass sie einen Halbbruder hat. Quinn, desillusioniert und enttäuscht von Mathisons ausgebliebener Zusage, begibt sich mit CIA-Kollegen zu einer lebensgefährlichen, gegen den IS gerichteten Geheimmission in den Nahen Osten. Mathison versucht bei Dar Adal seine Absprache mit Haqqani zu ergründen und ist erschüttert, als sie Berenson bei ihm entdeckt.                                                             |           |                              |                                 |                      |                                       |                     |                                     |